# Kushida Kazuto
Kushida Kazuto (sinh ngày 20 tháng 1 năm 1987) là một cầu thủ bóng đá người Nhật Bản.

## Sự nghiệp câu lạc bộ
Kushida Kazuto hiện đang chơi cho Iwate Grulla Morioka.